# Макс Стіл (фільм)
«Макс Стіл» (англ. Max Steel) — американський супергеройський бойовик режисера Стюарта Гендлера, що вийшов 2016 року. Стрічка розповідає про підлітка, що володіє надприродними здібностями. У головних ролях Бен Вінчелл, Джош Бренер, Ана Вільяфанье.
Вперше фільм продемонстрували 13 жовтня 2016 року у Таїланді, а в Україні у широкому кінопрокаті показ фільму має розпочатися 3 листопада 2016 року.

## У ролях
| Актор          | Персонаж       | Роль                  |
| -------------- | -------------- | --------------------- |
| Бен Вінчелл    | Макс МакГрат   | підліток              |
| Джош Бренер    | Стіл           | прибулець (озвучення) |
| Ана Вільяфанье | Софія Мартінес |                       |
| Енді Гарсія    | Майлз Едвардс  | доктор                |
| Марія Белло    | Моллі МакГрат  |                       |

## Створення фільму

### Знімальна група
- Кінорежисер — Стюарт Гендлер
- Сценарист — Крістофер Йост
- Кінопродюсери — Білл О'Дауд і Джулія Пістор
- Виконавчі продюсери — Чарлі Коен, Девід Восс і Даг Ведлей
- Композитор — Натан Ланье
- Кінооператор — Бретт Павляк
- Кіномонтаж — Майкл Луїс Гілл
- Підбір акторів — Менні Арка і Річ Делія
- Художник-постановник — Вільям О. Гантер
- Артдиректор — Річард Блум
- Художник по костюмах — Еллісон Ліч[8].

## Сприйняття

### Оцінки і критика
Фільм отримав погані відгуки: Rotten Tomatoes дав оцінку 0 % на основі 16 відгуків від критиків (середня оцінка 2,6/10) і 53 % від глядачів зі середньою оцінкою 3,1/5 (4 484 голоси). Загалом на сайті фільм має погані оцінки, фільму зарахований «гнилий помідор» від кінокритиків і «розипаний попкорн» від глядачів, Metacritic — 22/100 (7 відгуків критиків) і 1,7/10 від глядачів (40 голосів). Загалом на цьому ресурсі від критиків і від глядачів фільм отримав погані відгуки, Internet Movie Database — 5,0/10 (818 голосів).
Юлія Ліпенцева на сайті телеканалу «24» написала, що це «непоганий варіант для одноразового перегляду».

### Касові збори
Під час показу у США, що розпочався 14 жовтня 2016 року, протягом першого тижня фільм показали у 2 034 кінотеатрах і він зібрав 2 182 216 $, що на той час дозволило йому зайняти 11 місце серед усіх прем'єр. Показ фільму тривав 21 день (3 тижні) і завершився 3 листопада 2016 року, зібравши за цей час у прокаті у США 3 818 664 долари США, а у решті світу 2 453 739 $ (за іншими даними 595 482 $), тобто загалом 6 272 403 долари США (за іншими даними 4 414 146 $) при бюджеті 10 млн доларів США.

### Виноски
1. 1 2  Max Steel: Release Info (англ.). Internet Movie Database. Архів оригіналу за 17 жовтня 2016. Процитовано 30 жовтня 2016.
2. 1 2  Макс Стіл. Kino-teatr.ua. Архів оригіналу за 25 вересня 2016. Процитовано 30 лютого 2016.
3. 1 2  Jack Shepherd (24 листопада 2016). The 10 biggest film flops of 2016: Including Grimsby and Max Steel (англ.). Independent. Архів оригіналу за 18 лютого 2017. Процитовано 26 січня 2017.
4. 1 2 3 4  Max Steel (англ.). Box Office Mojo. Архів оригіналу за 3 жовтня 2019. Процитовано 26 січня 2017.
5. 1 2 3 4  Max Steel (2016) (англ.). The Numbers. Архів оригіналу за 13 травня 2021. Процитовано 26 січня 2017.
6. ↑  Max Steel (2016) (англ.). AllMovie. Архів оригіналу за 10 січня 2017. Процитовано 30 жовтня 2016.
7. ↑  Макс Стіл. Ukrainian Film Distribution. Архів оригіналу за 30 жовтня 2016. Процитовано 03 жовтня 2016.
8. ↑  Max Steel: Full Cast & Crew (англ.). Internet Movie Database. Архів оригіналу за 8 грудня 2016. Процитовано 30 жовтня 2016.
9. ↑  Max Steel (англ.). Rotten Tomatoes. Архів оригіналу за 9 листопада 2020. Процитовано 30 жовтня 2016.
10. ↑  Max Steel (англ.). Metacritic. Архів оригіналу за 8 листопада 2020. Процитовано 17 грудня 2016.
11. ↑  Max Steel (англ.). Internet Movie Database. Архів оригіналу за 28 жовтня 2016. Процитовано 30 жовтня 2016.
12. ↑  Юлія Ліпенцева (9 листопада 2016). "Макс Стіл": суміш Спайдермена та Залізної людини. Телеканал «24». Архів оригіналу за 10 листопада 2016. Процитовано 10 листопада 2016.